# Bivallum zelandicum
Bivallum zelandicum är en svampart som beskrevs av P.R. Johnst. 1991. Bivallum zelandicum ingår i släktet Bivallum och familjen Rhytismataceae.   Inga underarter finns listade i Catalogue of Life.